# Visconde de Belfort
Visconde de Belfort é um título nobiliárquico criado por D. Luís I de Portugal, por Decreto de 12 de Setembro de 1872, em favor de António Raimundo Teixeira Vieira Belfort, Barão de Gurupi no Brasil.
Titulares
1. António Raimundo Teixeira Vieira Belfort, 1.º Visconde de Belfort.